# Box-office mondial 2017
Cette page indique les films ayant réalisé plus de 200 000 000 de $ de recettes au box-office mondial de 2017 (jusqu'au 12 octobre de cette même année).

## Pays d'origine des films
- États-Unis : 29 films (dont 7 co-produits)
- Chine : 4 films (dont 2 co-produits)
- Royaume-Uni : 4 films (co-produits)
- France : 3 films (dont 2 co-produits)
- Australie : 2 films (co-produits)
- Japon : 1 film
- Allemagne : 1 film (co-produit)
- Canada : 1 film (co-produit)
- Danemark : 1 film (co-produit)
- Inde : 1 film (co-produit)
- Pays-Bas : 1 film (co-produit)

## Box-office
| Rang | Film                                           | Pays                                         | Réalisateur                       | Budget (en USD) | Box-office mondial (en USD) |
| ---- | ---------------------------------------------- | -------------------------------------------- | --------------------------------- | --------------- | --------------------------- |
| 1    | La Belle et la Bête                            | États-Unis                                   | Bill Condon                       | 160 000 000     | 1 263 418 671               |
| 2    | Fast and Furious 8                             | États-Unis                                   | F. Gary Gray                      | 250 000 000     | 1 238 754 162               |
| 3    | Moi, moche et méchant 3                        | États-Unis                                   | Kyle Balda , Pierre Coffin        | 80 000 000      | 1 033 508 147               |
| 4    | Spider-Man: Homecoming                         | États-Unis                                   | Jon Watts                         | 175 000 000     | 880 166 924                 |
| 5    | Wolf Warrior 2                                 | Chine                                        | Wu Jing                           | 30 100 000      | 870 325 373                 |
| 6    | Les Gardiens de la Galaxie Vol. 2              | États-Unis                                   | James Gunn                        | 200 000 000     | 863 756 051                 |
| 7    | Thor : Ragnarok                                | États-Unis                                   | Taika Waititi                     | 180 000 000     | 853 977 126                 |
| 8    | Wonder Woman                                   | États-Unis                                   | Patty Jenkins                     | 149 000 000     | 821 438 665                 |
| 9    | Pirates des Caraïbes : La Vengeance de Salazar | États-Unis                                   | Joachim Rønning et Espen Sandberg | 230 000 000     | 794 861 794                 |
| 10   | Ça                                             | États-Unis                                   | Andrés Muschietti                 | 35 000 000      | 700 449 318                 |
| 11   | Logan                                          | États-Unis                                   | James Mangold                     | 97 000 000      | 616 795 600                 |
| 12   | Transformers: The Last Knight                  | États-Unis                                   | Michael Bay                       | 217 000 000     | 605 425 157                 |
| 13   | Kong: Skull Island                             | États-Unis                                   | Jordan Vogt-Roberts               | 185 000 000     | 566 652 812                 |
| 14   | Dunkerque                                      | États-Unis Royaume-Uni France Pays-Bas       | Christopher Nolan                 | 100 000 000     | 525 573 161                 |
| 15   | Baby Boss                                      | États-Unis                                   | Tom McGrath                       | 125 000 000     | 498 925 215                 |
| 16   | La Planète des singes : Suprématie             | États-Unis                                   | Matt Reeves                       | 150 000 000     | 490 719 763                 |
| 17   | Kingsman : Le Cercle d'or                      | États-Unis Royaume-Uni                       | Matthew Vaughn                    | 104 000 000     | 410 902 662                 |
| 18   | La Momie                                       | États-Unis                                   | Alex Kurtzman                     | 125 000 000     | 409 231 607                 |
| 19   | Cinquante nuances plus sombres                 | États-Unis                                   | James Foley                       | 55 000 000      | 380 981 543                 |
| 20   | Cars 3                                         | États-Unis                                   | Brian Fee                         | 175 000 000     | 374 418 260                 |
| 21   | Your Name.                                     | Japon                                        | Makoto Shinkai                    |                 | 355 298 270                 |
| 22   | xXx: Reactivated                               | États-Unis                                   | D. J. Caruso                      | 85 000 000      | 346 147 658                 |
| 23   | La Grande Muraille                             | États-Unis Chine                             | Zhang Yimou                       | 150 000 000     | 334 550 106                 |
| 24   | Resident Evil : Chapitre final                 | États-Unis France Allemagne Australie Canada | Paul W. S. Anderson               | 40 000 000      | 312 242 626                 |
| 25   | Lego Batman, le film                           | États-Unis Danemark Australie                | Chris McKay                       | 80 000 000      | 311 950 384                 |
| 26   | Annabelle 2 : La Création du mal               | États-Unis                                   | David F. Sandberg                 | 15 000 000      | 306 515 884                 |
| 27   | Split                                          | États-Unis                                   | M. Night Shyamalan                | 9 000 000       | 278 304 578                 |
| 28   | Get Out                                        | États-Unis                                   | Jordan Peele                      | 4 500 000       | 255 407 969                 |
| 29   | Kung Fu Yoga                                   | Chine Inde                                   | Stanley Tong                      | 65 000 000      | 254 212 245                 |
| 30   | Journey to the West: The Demons Strike Back    | Chine                                        | Tsui Hark                         |                 | 246 620 398                 |
| 31   | Alien: Covenant                                | États-Unis Royaume-Uni                       | Ridley Scott                      | 97 000 000      | 240 891 763                 |
| 32   | Baby Driver                                    | États-Unis Royaume-Uni                       | Edgar Wright                      | 34 000 000      | 225 878 558                 |
| 33   | Valérian et la Cité des mille planètes         | France                                       | Luc Besson                        | 177 200 000     | 225 164 110                 |
| 34   | Le Monde secret des Emojis                     | États-Unis                                   | Tony Leondis                      | 50 000 000      | 216 999 423                 |
| 35   | Thor : Ragnarok                                | États-Unis                                   | Taika Waititi                     | 22 000 000      | 854 000 000                 |

## Référence et source
- 2017 Worldwide Grosses sur Boxofficemojo.com.

1. ↑  Sylvestre Picard, « Box-office US du 2 avril : Baby Boss détrône La Belle et la Bête », sur Première, 3 avril 2017 (consulté le 9 avril 2017).
2. ↑  « Cars 3 » (fiche film), sur Allociné.